# Management GAIA
대한민국과 유럽에 위치한 아티스트 엔터테인먼트. 대한민국에서는 배우와 아티스트 매니지먼트 사업을 하고 있다.

2021년 2월 1일에 설립된 아티스트 엔터테인먼트.
모델 출신인 이재원, 허동균, 정대승으로 이뤄진 신인배우 신생 기획사이다.

## 소속 연예인
- 이재원
- 허동균
- 정대승